# Carlos López Estrada
Carlos López Estrada (Cidade do México, 12 de setembro de 1988) é um cineasta mexicano, conhecido pela direção do aclamado filme Blindspotting (2018). Em 2011, venceu um Grammy Latino pela direção do videoclipe de "Me Voy", da dupla Jesse & Joy.